# USS Boxer (CV-21)
Pour les autres navires du même nom, voir USS Boxer.
L'USS Boxer (CV-21) est un porte-avion de classe Essex de l'United States Navy qui sera reconverti en porte-hélicoptères dans les années 1950, avant d'être reclassifié en tant que Landing Platform Helicopter. En service de 1945 à 1969, il reçut les désignations suivantes : CV-21, CVA-21, CVS-21 et LPH-4.
En 1965, il servit lors de l'occupation de la République dominicaine par les États-Unis.